# Ma LIFE
『Ma LIFE』（マ・ライフ）は4D-JAMの4枚目のシングル。

## 内容
TBS系「キャイ～ン・寛平の女神の真相」エンディング・テーマ。

## 批評
CDジャーナルは表題曲を「人生謳歌をテーマにしたR&Bナンバー」と、カップリングの『SWITCH』を「ゆるやかなレゲエ」と同じくカップリングとして収録された表題曲のリミックスを「タイトル曲のクールで硬質なハウス・リミックス」と、それぞれの収録曲を評した。

## 収録曲
全曲　作詞：ふるかわ魔法・シオジリケンジ　作曲：シオジリケンジ　編曲：4D-JAM
1. Ma LIFE
2. SWITCH
3. Ma LIFE (4 Life Extended Mix)

## 収録アルバム
- COME JAM SPACE (#1)